# Захват заложников в Афганистане (2007)
Захват заложников в Афганистане — одна из террористических атак талибов, 23 миссионера из Южной Кореи были взяты в заложники боевиками в провинции Газни. Двое мужчин-заложников были казнены до того, как было достигнуто соглашение между талибами и правительством Южной Кореи.

## Ход действий
19 июля 2007 года группа, состоящая из шестнадцати женщин и семи мужчин, была взята в плен во время поездки из Кандагара в Кабул на автобусе на миссию под эгидой пресвитерианской церкви. Во время поездки на пути автобуса возникло двое мужчин, которые открыли огонь в воздух призывая водителя остановиться, после чего поднялись в салон автобуса и вывели корейцев на дорогу. В течение следующего месяца заложников держали в подвалах сельских домов.
Из 23 заложников были казнены двое мужчин: Бэ Хен Гю (42-летний южнокорейский пастор) и Сим Сон-мин (29-летний миссионер). Они были казнены 25 и 30 июля. 13 августа были освобождены две женщины, а оставшиеся 19 заложников с 29 по 30 августа.
Освобождение заложников было осуществлено, благодаря обещанию правительства Республики Кореи вывести своих 200 солдат из Афганистана к концу 2007 года. Правительство Южной Кореи никак не прокомментировало заявление пресс-секретаря талибов о том, что группировка также получила около 20 млн. долларов США в обмен на безопасность захваченных миссионеров.